# Louis François René de Courtarvel
Louis François René, marquis de Courtarvel (19 décembre 1759, château de la Cour (Souday) - 27 juin 1841, Baillou) est un officier général et homme politique français.

## Biographie
Appartenant d'abord aux armées du roi, Il entra au service, le 1er janvier 1776, comme sous-lieutenant dans le régiment de Guyenne, avec lequel il passa en Corse. En 1778, il fut promu capitaine dans le régiment de Penthièvre-Dragons, dont il devint mestre de camp en 1783. Il passa colonel-commandant du régiment de Vivarais en 1786.
En 1791, il émigra avec les princes, fit la campagne d'Allemagne, comme commandant des officiers de son régiment, puis la campagne de Portugal, comme major du régiment de Castries émigré. Il avait été fait maréchal de camp par Louis XVIII en 1795.
À son retour en France, en 1814, les Bourbons le firent Lieutenant-général. 
Nommé conseiller général de Loir-et-Cher, il devint le 17 mars 1821, député du même département. Il siégea à droite et vota avec les royalistes les plus décidés. 
Réélu le 10 octobre 1821, il fut, en mai 1824, rapporteur de la loi sur le recrutement, et fit, dans un long discours, une vive critique des lois existantes sur la matière. Le 6 mai 1825, la Chambre ordonna l'impression de son opinion sur les pensions des militaires : traçant le tableau des sacrifices qu'ils ne cessent de faire, il concluait que rien n'est à meilleur marché en France que la vie d'un homme: « Conservons ce point d'honneur, messieurs, ajoutait-il, si nous voulons que notre pays soit bien défendu. »
Courtarvel fut appelé à la Chambre des pairs par l'ordonnance du 5 novembre 1827. Il y soutint de ses votes la royauté de Charles X, et quitta le Luxembourg après 1830. Le 11 juin 1832, il fut admis à la retraite comme lieutenant-général.
Le marquis de Courtarvel était Grand-croix de l'ordre de Saint-Louis et officier de la Légion d'honneur.
Il est le frère de Jules de Courtarvel et de Claude de Courtarvel.